# Почта Молдовы
Почта Молдовы (Почта Молдавии, рум. Poșta Moldovei) — молдавская государственная компания, оператор молдавской государственной почтовой сети. Является членом Всемирного почтового союза с 16 ноября 1992 года.

## История
В соответствии с приказом Министерства информатики, информации и телекоммуникаций Республики Молдова от 29 января 1993 года «О реорганизации предприятий информатики и телекоммуникаций в государственные предприятия Почта Молдовы и Moldtelecom», которым предписывалось отделение почтовой связи от телекоммуникаций, 1 марта 1993 года были созданы Государственное предприятие «Poşta Moldovei» (Почта Молдовы) и предприятие связи Moldtelecom.

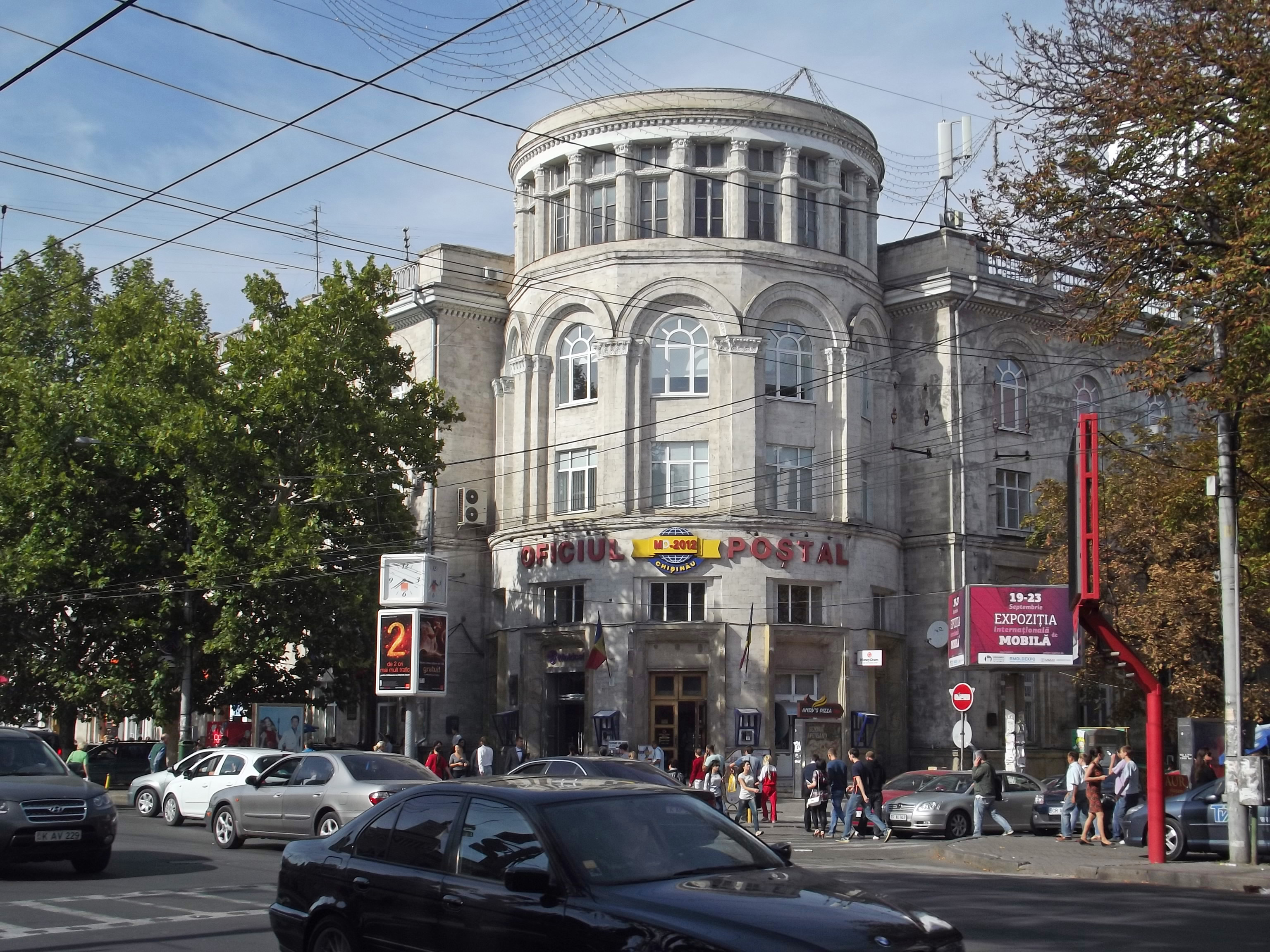
Центральное почтовое отделение

Законом Республики Молдова «О почте», принятым 18 мая 1995 года, «Почта Молдовы» была назначена национальным оператором, который обладает исключительными правами на оказание основных почтовых услуг, а существующие на день принятия закона средства почтовой связи были объявлены собственностью государства.
С февраля 1996 года Poşta Moldovei стала оказывать услугу быстрой почты EMS Moldova.
С января 2007 года «Почта Молдовы» вступила в кооператив Telematics.
Помимо универсальных почтовых услуг предприятие оказывает населению услуги электронной почты и услуги доступа в Интернет, чему способствовало внедрение в мае 2005 года автоматизированной системы обмена международными отправлениями по электронной почте «IFS-STEFI».
На предприятии с декабря 2004 года работает информационная система «Автоматизация рабочего места почтового оператора», позволяющая почтовым служащим на местах работать в онлайновом режиме с центральным сервером «Почты Молдовы».

## Членство в международных организациях
«Почта Молдовы» является членом ряда международных организаций, среди которых:
- Всемирный почтовый союз (с 16 ноября 1992 г.)
- Региональное содружество в области связи (РСС) (с 17 декабря 1991 г.)
- PostEurop (Ассоциация почтовых операторов Европы) (с 1 января 1997 г.).